# Alžběta Kristýna Brunšvicko-Bevernská
Alžběta Kristýna Brunšvicko-Bevernská (německy Elisabeth Christine von Braunschweig-Wolfenbüttel-Bevern) (8. listopadu 1715 – 13. ledna 1797, Berlín) byla rodem princezna Brunšvicko-Wolfenbüttelská a sňatkem s pruským králem Fridrichem II. Velikým pruská královna.

## Původ
Alžběta Kristýna se narodila jako třetí dítě a nejstarší dcera vévody Ferdinanda Alberta II. Brunšvicko-Wolfenbüttelského a jeho manželky Antonie Amálie, dcery Ferdinandova bratrance Rudolfa Ludvíka Brunšvicko-Wolfenbüttelského. Měla 14 sourozenců, z nichž sestra Juliana se stala královnou Dánska a Norska. Její tetou byla císařovna Alžběta Kristýna Brunšvicko-Wolfenbüttelská. Byla sestřenicí Marie Terezie a ruského cara Petra II. Mládí prožila na skromném dvoře svých rodičů.
Sňatek Alžběty Kristýny s pruským korunním princem Fridrichem (budoucí Fridrich II.) byl dohodnut v roce 1732 tetou císařovnou a otcem Fridricha, králem Fridrichem Vilémem I. Měly tak být urovnány vztahy s rakouským dvorem v nadějích Pruska na vliv další generace. Na rozdíl od Fridricha byla Alžběta Kristýna od začátku připravena svého budoucího muže milovat a udělat vše pro získání jeho přízně. Ten však, jsa ke sňatku přinucen, se zapřísahal, že svou budoucí ženu nikdy milovat nebude.

## Korunní princezna
Dne 12. června 1733 se konala svatba v letohrádku Salzdahlum. Už na první pohled bylo zřejmé, že si jsou novomanželé cizí. Fridrich od samého počátku toto manželství nesnášel a odpor ke své ženě se nenamáhal nijak skrývat. Přesto však byl vždy k Alžbětě Kristýně zdvořilý, i když jeho chování bylo chladné. Hned po svatbě musela Alžběta Kristýna zůstat v Berlíně, kde musela snášet popichování a citelné nepřátelství nových příbuzných. Jedině její tchán Fridrich Vilém I. se k ní choval pozorně a mile. Ve snaze, aby byla přitažlivější pro jeho syna, ji učil tance a klasické filosofie a poskytl jí peníze potřebné na nákup módního oblečení.
Manželé se v roce 1736 přestěhovali na zámek Rheinsberg, který jim věnoval král. Fridrich nechal architektem Knobelsdorffem zámek přestavět a rozšířit. Zde k sobě měli manželé celkem blízko. Podobný vkus bylo snad jediné, co oba partnery aspoň trochu spojovalo. Měli rádi velké, prostorné a světlé pokoje s jasnými, příjemnými barvami a nádechem francouzského stylu. Zde Alžběta Kristýna žila společenským životem a také si rozšiřovala vzdělání.

## Královna
Zpráva o smrti Fridricha Viléma I. byla Alžbětě Kristýně poslána s denním zpožděním. S nástupem Fridricha II. na trůn, se nezměnila jen vláda v zemi, ale také další život jeho nemilované ženy. Fridrich musel svému otci u smrtelné postele slíbit, že se nikdy nerozvede. Její místo po králově boku však zaujímala královna matka nebo jeho nejmladší sestra Amálie. Alžběta Kristýna se nikdy neměla zúčastnit společenského života u dvora. Jedinou útěchou ji mohlo být, že Fridrich neměl milenky ani žádné milostné aféry.
Jejím novým domovem se na rozkaz krále stal prostý zámek Schönhausen severozápadně od Berlína. Zimu trávila v postupimské rezidenci, kde měla vymezeno několik pokojů. Od té doby svého muže skoro vůbec neviděla. Jedním z důvodů byl i fakt, že její sestřenicí byla Marie Terezie, se kterou byl Fridrich II. krátce po svém nástupu na trůn ve válce o rakouské dědictví. Boje mezi Pruskem a Rakouskem trvaly až do prosince roku 1745. Alžběta Kristýna přesto Fridricha všemožně podporovala.
V roce 1744 zahájil architekt Knobelsdorff stavbu letohrádku Sanssouci, který se stal letním sídlem Fridricha II. Alžběta Kristýna tam však nikdy neměla vstoupit. Až v roce 1754 poprvé a naposledy vkročila se svou matkou do tolik obdivované rezidence.

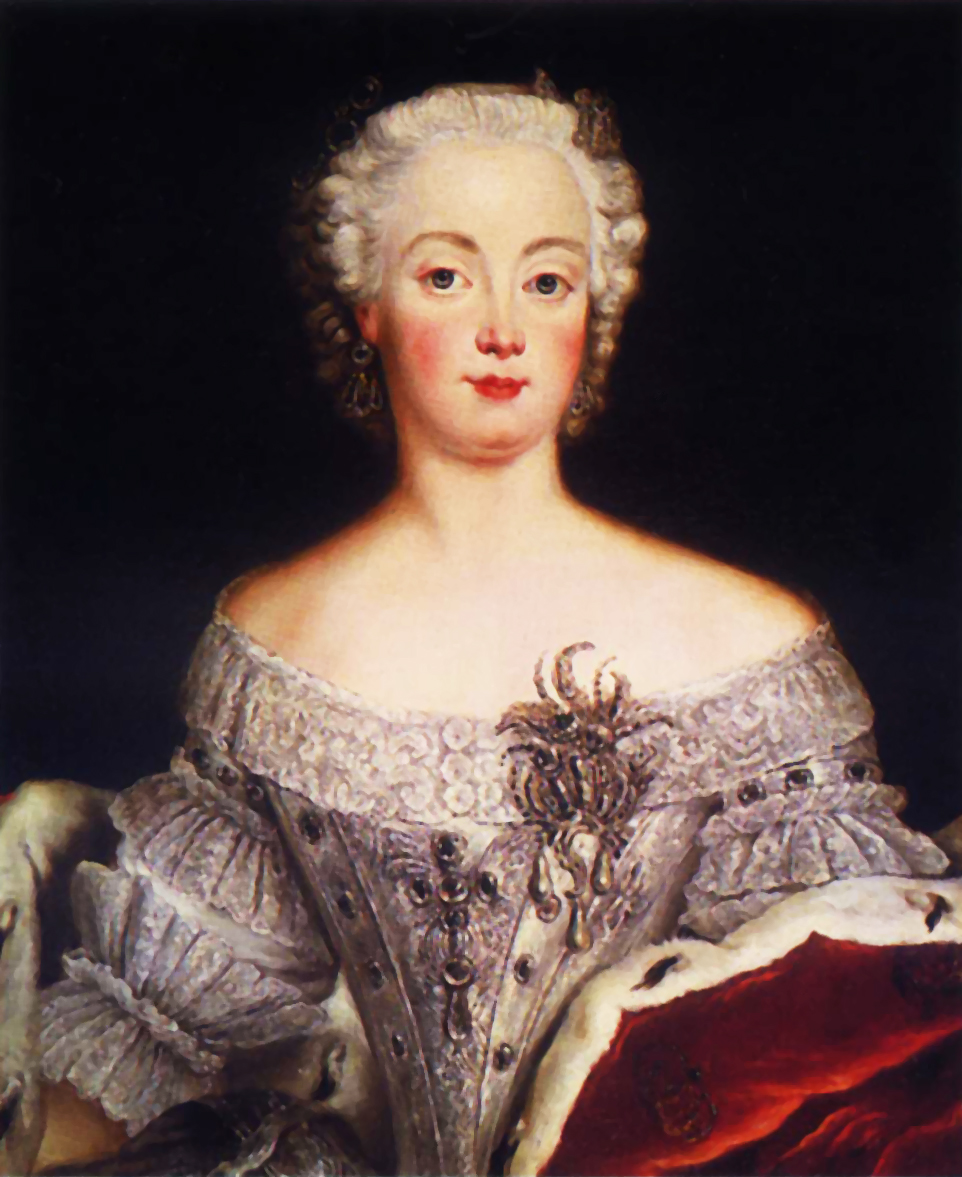
Alžběta Kristýna kolem roku 1740

## Sedmiletá válka
V květnu roku 1756 se Rakousko spojilo s Francií a Ruskem a chystalo útok na Prusko s cílem opětovného získání Slezska. Fridrich II. v srpnu téhož roku vyslal svou armádu do Saska. Tím se rozpoutala jedna z nejstrašlivějších válek, která zasáhla i zámořská území Anglie a Francie. V říjnu roku 1760 musela Alžběta Kristýna prchnout z Schönhausenu, který spolu se zámkem Charlottenburg obsadila rakouská vojska. Nové útočiště našla v Magdeburgu.
5. ledna 1762 zemřela ruská carevna Alžběta I. Petrovna a Fridrichovi se začalo blýskat na lepší časy. S novým carem Petrem III., Fridrichovým přítelem, byl okamžitě uzavřen mír a v říjnu téhož roku u Freibergu rakouskou armádu porazil. Do Berlína se vrátil po dlouhých šesti letech. Tak dlouho se Alžběta Kristýna se svým manželem neviděla. Také toto setkání působilo z Fridrichovy strany chladným dojmem.

## Pozdní léta

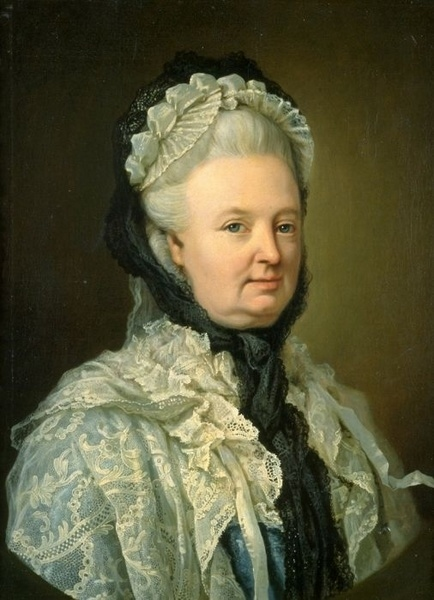
Alžběta Kristýna v roce 1797, autor portrétu J.H.W. Tischbein

Po skončení války se opět mohla vrátit do Schönhausenu, ve kterém trávila svůj osamělý život. Věnovala se péči o staré a nemocné. Za jejího přispění byl založen domov pro hluchoněmé. Velmi se zajímala o obyvatele Schönhausenu, kterým obětavě pomáhala. Její zálibou se stalo psaní knih a také překládání francouzských děl.
Oslava zlaté svatby v roce 1783 proběhla čistě v soukromí, bez veřejných oslav. Po delší době se manželé spolu sešli, aby tento den strávili pospolu. Oba dva byli staří osamělí a trpící lidé žijící každý jinde. Fridrich zemřel 17. srpna 1786. Jeho nástupce Fridrich Vilém II., syn Fridrichova mladšího bratra Augusta Viléma, své tetě jako královně projevoval patřičnou úctu. Novým sídlem královny vdovy se stal Štětín, ve kterém Alžběta Kristýna v klidu dožila.
Zemřela v roce 1797, jedenáct let po svém manželovi. Majetek, který nashromaždila, zdědil její synovec Fridrich Vilém II.

## Dílo
Le Chrétien dans la solitude

## Vývod z předků
|                                         |                                                             |  |                                   |                                                       |  |  |  |  |  |  |  | Jindřich Brunšvicko-Dannenberský |
|                                         |                                                             |  |                                   |                                                       |  |  |  |  |  |  |  |                                  |
|                                         | August Mladší Brunšvicko-Wolfenbüttelský                    |  |                                   |                                                       |  |  |  |  |  |  |  |                                  |
|                                         |                                                             |  |                                   |                                                       |  |  |  |  |  |  |  |                                  |
|                                         |                                                             |  |                                   | Uršula Sasko-Lauenburská                              |  |  |  |  |  |  |  |                                  |
|                                         |                                                             |  |                                   |                                                       |  |  |  |  |  |  |  |                                  |
|                                         | Ferdinand Albert I. Brunšvicko-Wolfenbüttelský              |  |                                   |                                                       |  |  |  |  |  |  |  |                                  |
|                                         |                                                             |  |                                   |                                                       |  |  |  |  |  |  |  |                                  |
|                                         |                                                             |  |                                   | Jan Albrecht II. Meklenburský                         |  |  |  |  |  |  |  |                                  |
|                                         |                                                             |  |                                   |                                                       |  |  |  |  |  |  |  |                                  |
|                                         | Alžběta Žofie Meklenburská                                  |  |                                   |                                                       |  |  |  |  |  |  |  |                                  |
|                                         |                                                             |  |                                   |                                                       |  |  |  |  |  |  |  |                                  |
|                                         |                                                             |  |                                   | Markéta Alžběta Meklenburská                          |  |  |  |  |  |  |  |                                  |
|                                         |                                                             |  |                                   |                                                       |  |  |  |  |  |  |  |                                  |
|                                         | Ferdinand Albert II. Brunšvicko-Wolfenbüttelský             |  |                                   |                                                       |  |  |  |  |  |  |  |                                  |
|                                         |                                                             |  |                                   |                                                       |  |  |  |  |  |  |  |                                  |
|                                         |                                                             |  |                                   | Mořic Hesensko-Kasselský                              |  |  |  |  |  |  |  |                                  |
|                                         |                                                             |  |                                   |                                                       |  |  |  |  |  |  |  |                                  |
|                                         | Fridrich Hesensko-Eschwegský                                |  |                                   |                                                       |  |  |  |  |  |  |  |                                  |
|                                         |                                                             |  |                                   |                                                       |  |  |  |  |  |  |  |                                  |
|                                         |                                                             |  |                                   | Juliana Nasavsko-Dillenburská                         |  |  |  |  |  |  |  |                                  |
|                                         |                                                             |  |                                   |                                                       |  |  |  |  |  |  |  |                                  |
|                                         | Kristina Vilemína Hesenská-Eschwege                         |  |                                   |                                                       |  |  |  |  |  |  |  |                                  |
|                                         |                                                             |  |                                   |                                                       |  |  |  |  |  |  |  |                                  |
|                                         |                                                             |  |                                   | Kazimír Falcko-Zweibrückenský                         |  |  |  |  |  |  |  |                                  |
|                                         |                                                             |  |                                   |                                                       |  |  |  |  |  |  |  |                                  |
|                                         | Eleonora Kateřina Falcká                                    |  |                                   |                                                       |  |  |  |  |  |  |  |                                  |
|                                         |                                                             |  |                                   |                                                       |  |  |  |  |  |  |  |                                  |
|                                         |                                                             |  |                                   | Kateřina Švédská                                      |  |  |  |  |  |  |  |                                  |
|                                         |                                                             |  |                                   |                                                       |  |  |  |  |  |  |  |                                  |
| 'Alžběta Kristýna Brunšvicko-Bevernská' |                                                             |  |                                   |                                                       |  |  |  |  |  |  |  |                                  |
|                                         |                                                             |  |                                   |                                                       |  |  |  |  |  |  |  |                                  |
|                                         |                                                             |  | August Brunšvicko-Wolfenbüttelský |                                                       |  |  |  |  |  |  |  |                                  |
|                                         |                                                             |  |                                   |                                                       |  |  |  |  |  |  |  |                                  |
|                                         | Anton Ulrich Brunšvicko-Wolfenbüttelský                     |  |                                   |                                                       |  |  |  |  |  |  |  |                                  |
|                                         |                                                             |  |                                   |                                                       |  |  |  |  |  |  |  |                                  |
|                                         |                                                             |  |                                   | Dorothea Anhaltsko-Zerbstská                          |  |  |  |  |  |  |  |                                  |
|                                         |                                                             |  |                                   |                                                       |  |  |  |  |  |  |  |                                  |
|                                         | Ludvík Rudolf Brunšvicko-Wolfenbüttelský                    |  |                                   |                                                       |  |  |  |  |  |  |  |                                  |
|                                         |                                                             |  |                                   |                                                       |  |  |  |  |  |  |  |                                  |
|                                         |                                                             |  |                                   | Fridrich Šlesvicko-Holštýnsko-Sonderbursko-Nordburský |  |  |  |  |  |  |  |                                  |
|                                         |                                                             |  |                                   |                                                       |  |  |  |  |  |  |  |                                  |
|                                         | Alžběta Juliana Šlesvicko-Holštýnsko-Sonderbursko-Norburská |  |                                   |                                                       |  |  |  |  |  |  |  |                                  |
|                                         |                                                             |  |                                   |                                                       |  |  |  |  |  |  |  |                                  |
|                                         |                                                             |  |                                   | Eleonora Anhaltsko-Zerbstská                          |  |  |  |  |  |  |  |                                  |
|                                         |                                                             |  |                                   |                                                       |  |  |  |  |  |  |  |                                  |
|                                         | Antonie Amálie Brunšvicko-Wolfenbüttelská                   |  |                                   |                                                       |  |  |  |  |  |  |  |                                  |
|                                         |                                                             |  |                                   |                                                       |  |  |  |  |  |  |  |                                  |
|                                         |                                                             |  |                                   | Jáchym Arnošt Öttingenský                             |  |  |  |  |  |  |  |                                  |
|                                         |                                                             |  |                                   |                                                       |  |  |  |  |  |  |  |                                  |
|                                         | Albrecht Arnošt I. Öttingenský                              |  |                                   |                                                       |  |  |  |  |  |  |  |                                  |
|                                         |                                                             |  |                                   |                                                       |  |  |  |  |  |  |  |                                  |
|                                         |                                                             |  |                                   | Anna Dorotea Hohenlohe-Neuenstein-Gleichenská         |  |  |  |  |  |  |  |                                  |
|                                         |                                                             |  |                                   |                                                       |  |  |  |  |  |  |  |                                  |
|                                         | Kristýna Luisa Öttingenská                                  |  |                                   |                                                       |  |  |  |  |  |  |  |                                  |
|                                         |                                                             |  |                                   |                                                       |  |  |  |  |  |  |  |                                  |
|                                         |                                                             |  |                                   | Eberhard III. Württemberský                           |  |  |  |  |  |  |  |                                  |
|                                         |                                                             |  |                                   |                                                       |  |  |  |  |  |  |  |                                  |
|                                         | Kristýna Frederika Württemberská                            |  |                                   |                                                       |  |  |  |  |  |  |  |                                  |
|                                         |                                                             |  |                                   |                                                       |  |  |  |  |  |  |  |                                  |
|                                         |                                                             |  |                                   | Anna Dorotea Salm-Kyrburská                           |  |  |  |  |  |  |  |                                  |
|                                         |                                                             |  |                                   |                                                       |  |  |  |  |  |  |  |                                  |